# 湖沼の一覧
湖沼の一覧（こしょうのいちらん）は、世界各国の湖沼の一覧。
- 基本的には五十音順で記す。
- 国境にある湖沼は、各大陸の節の冒頭に記す。

## アジア

### 国境の湖沼
- アラル海（ウズベキスタン、カザフスタンの国境）
- ウヴス・ヌール/ウブス湖 （ロシアとモンゴルの国境）
- カスピ海 （アゼルバイジャン、イラン、カザフスタン、トルクメニスタン、ロシアの国境） - 面積世界最大の湖。日本の国土面積よりわずかに狭い
- サリカミシュ湖（ウズベキスタン、トルクメニスタンの国境）
- 死海（イスラエル、ヨルダンの国境） - 湖面の標高が最も低い湖
- 天池（中華人民共和国、朝鮮民主主義人民共和国の国境）
- ハームーン湖（イラン、アフガニスタンの国境）
- ハンカ湖（ロシア、中国の国境）
- パンゴン湖（中国、インドの国境）
- ブイル湖（中国、モンゴルの国境）

### アルメニア
- セバン湖

### イスラエル
- ガリラヤ湖 - 湖面の標高が最も低い淡水湖
- フラ湖

### イラン
- ウルーミーエ湖

### インド
- ダル湖/ダール湖 (en:Dal Lake)
- チルカ湖 (en:Chilka Lake)
- フセイン・サガール
- パンゴン湖
- ポワイ湖 (en:Powai_Lake)

### インドネシア
- トバ湖
- バトゥール湖

### カザフスタン
- アラコル湖 (en:Lake Alakol)
- ザイサン湖
- テンギズ湖 (en:Lake Tengiz)
- バルハシ湖
- マルカコル湖

### カンボジア
- トンレサップ

### キルギス
- イシク湖

### スリランカ
- キャンディ湖
- ベイラ湖

### タイ王国
- ボラペ湖 (Bung Boraped)

### 台湾
- 日月潭

### タジキスタン
- カラクル湖

### 中華人民共和国
- ウルングル湖
- カラクリ湖
- 洪沢湖
- 高郵湖
- サリム湖
- 洱海
- 松花湖
- 青海湖
- 西湖
- 巣湖
- 太湖
- 滇池
- 東湖
- 洞庭湖
- 東平湖
- 鄱陽湖
- フルン湖
- ボステン湖
- 陽澄湖

#### チベット
- オルバ・ツォ
- 達孜湖 (en:Dagze Co)
- タンラ・ユムツォ
- ツォナ湖
- ナムツォ
- マーナサローワル湖
- ヤムドク湖
- ラークシャスタール湖

### トルコ
- ヴァン湖
- トゥズ湖
- イズニク湖

### 日本
日本の湖沼一覧を参照

### ネパール

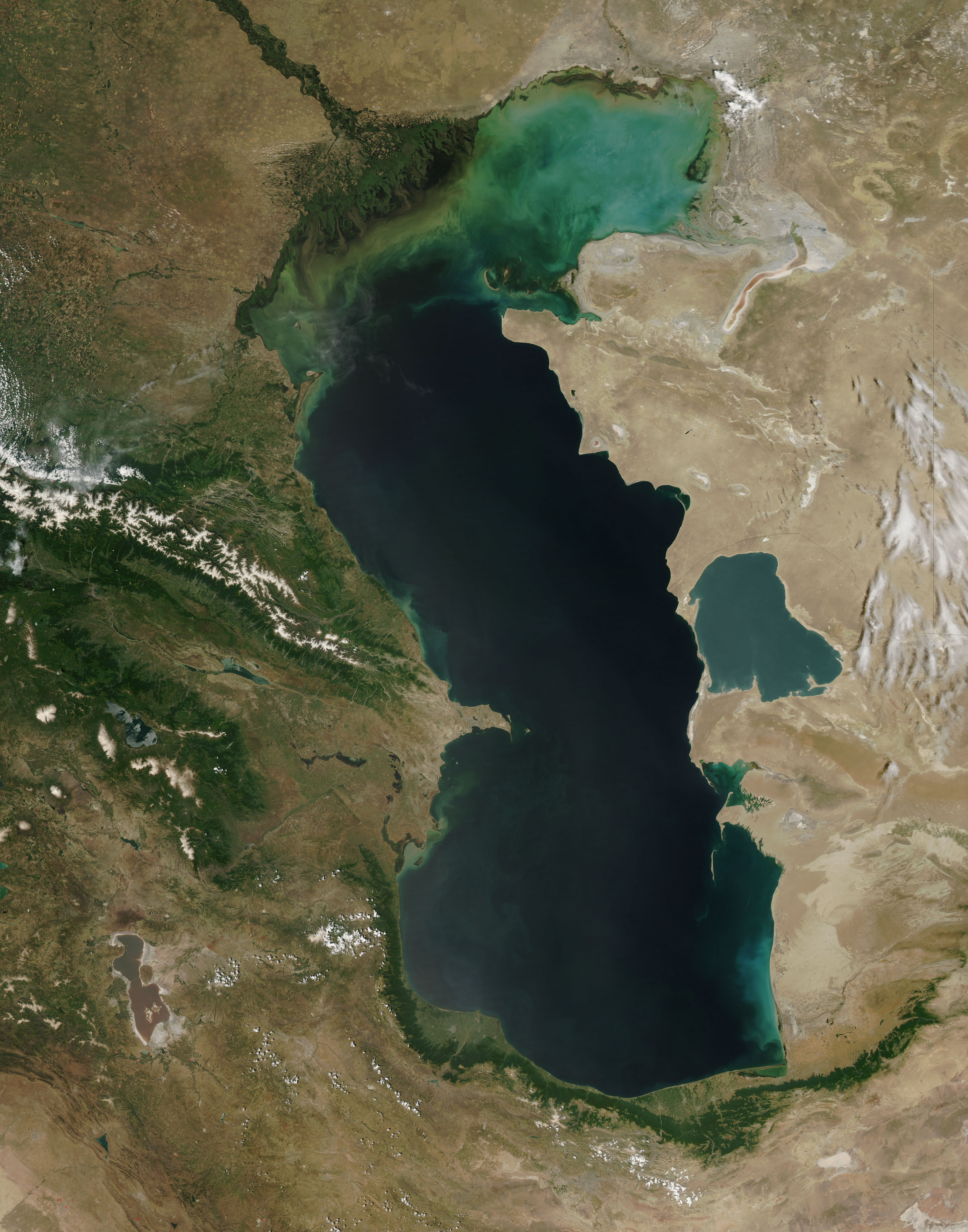
世界最大の湖、カスピ海（衛星写真）

- ゴザイクンダ (en:Gosaikunda)

### フィリピン
- タール湖
- バアオ湖
- バエ湖
- ラナオ湖

### ミャンマー
- インヤー湖
- インレー湖

### モンゴル
- サンギンダライ湖
- テルヒーン・ツァガーン湖
- ハル・ウス湖
- バルジュナ湖
- フブスグル湖
- ヒャルガス湖

### ロシア（アジア）
#ロシア（ヨーロッパ）も参照
- バイカル湖 - 世界最深の湖

## アフリカ

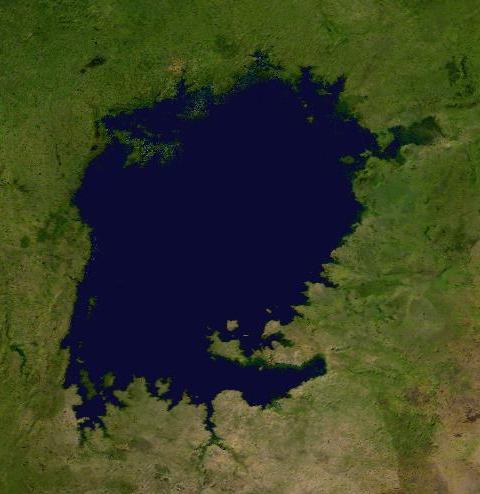
アフリカ最大の湖、ヴィクトリア湖（衛星写真）

### 国境の湖
- ヴィクトリア湖（ウガンダ、ケニア、タンザニアの国境） - 面積世界第3位の湖
- エドワード湖（ウガンダ、コンゴ民主共和国の国境）
- カリバ湖（ザンビア、ジンバブエの国境）
- キブ湖（コンゴ民主共和国、ルワンダの国境）
- タンガニーカ湖（コンゴ民主共和国、ザンビア、タンザニア、ブルンジの国境）
- チャド湖（カメルーン、ナイジェリア、ニジェール、チャドの国境）
- ナセル湖（エジプトとスーダンの国境）
- ナトロン湖 (ケニア、タンザニアの国境）
- マラウイ湖（ニアサ湖とも呼ばれる。タンザニア、マラウイ、モザンビークの国境）
- ムウェル湖（ザンビア、コンゴ民主共和国の国境）
- モブツ・セセ・セコ湖（アルバート湖とも呼ばれる。ウガンダ、コンゴ民主共和国の国境）

### ウガンダ
- キオガ湖

### エジプト
- グレートビター湖
- カルーン湖（かつてのモエリス湖）

### エチオピア
- タナ湖

### カメルーン
- ニオス湖

### ガーナ
- ヴォルタ湖 - 世界最大の人造湖

### コンゴ民主共和国
- マインドンベ湖（マイヌドンベ湖）

### ケニア
- トゥルカナ湖（ルドルフ湖とも呼ばれる）
- ナイバシャ湖
- ナクル湖
- バリンゴ湖
- ボゴリア湖
- マガディ湖

### ザンビア
- バングウェウル湖

### セネガル
- ラック・ローズ

### ナミビア
- エトーシャ塩湖

### モザンビーク
- カボラバッサ湖（en:Cahora Bassa）

## オセアニア

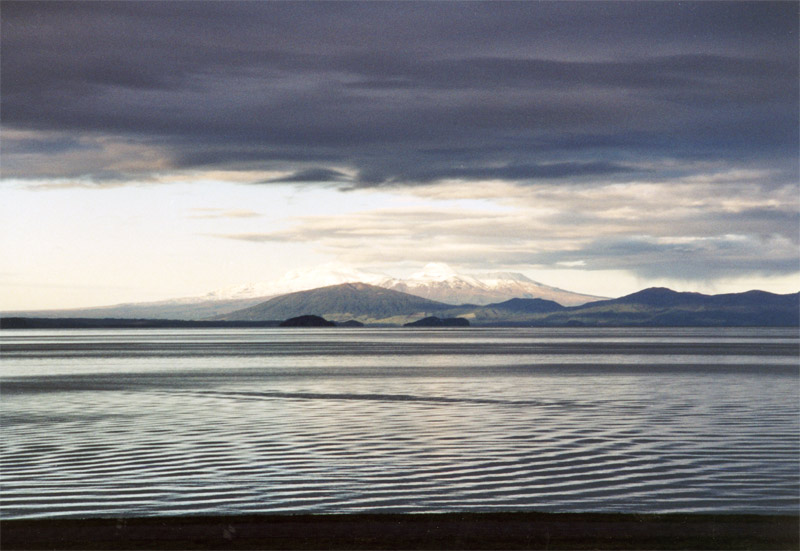
タウポ湖

### オーストラリア
- アマデウス湖
- エーア湖
- マン・マン湖
- バーリー・グリフィン湖（人造湖）

### ニュージーランド
- オハウ湖
- タウポ湖
- テ・アナウ湖
- テカポ湖
- ハウェア湖
- プカキ湖
- マナポウリ湖
- ロトルア湖
- ワカティプ湖

## 北アメリカ

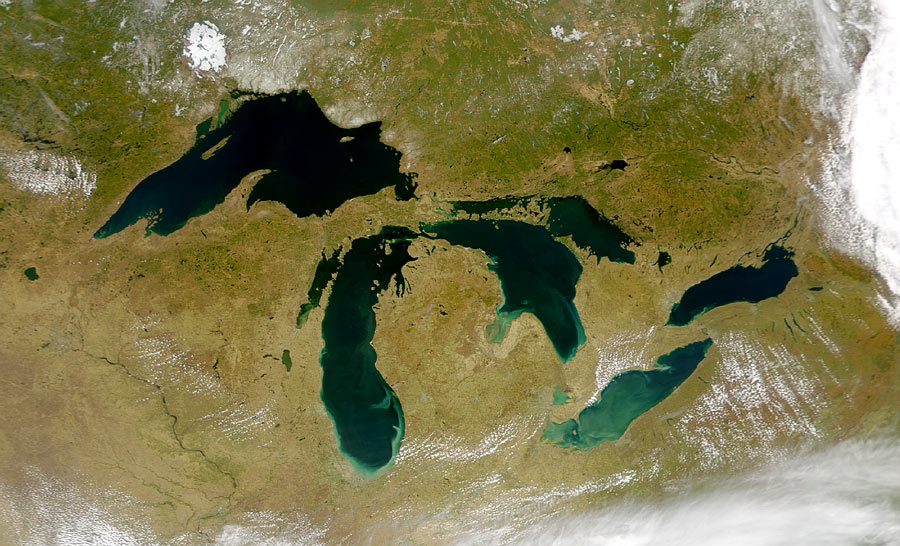
北アメリカ大陸に位置する五大湖、左からスペリオル湖、南北に長いミシガン湖、ヒューロン湖、東西に長いエリー湖、オンタリオ湖（衛星写真）

### 国境の湖
- 五大湖（アメリカ合衆国とカナダの国境）
  - エリー湖
  - オンタリオ湖
  - スペリオル湖 - 面積世界第2位の湖
  - ヒューロン湖 - 面積世界第4位の湖
  - ミシガン湖 - 面積世界第5位の湖（この湖のみアメリカ合衆国）
- 五大湖水系の湖
  - セントクレア湖（アメリカ合衆国とカナダの国境）
- ウッズ湖（アメリカ合衆国とカナダの国境）
- シャンプレーン湖（アメリカ合衆国とカナダの国境）
- レイニー湖（アメリカ合衆国とカナダの国境）

### アメリカ合衆国
- アッパークラマス湖
- アッパーレッド湖（en:Upper Red Lake）
- イタスカ湖
- ウォーカー湖
- オキーチョビー湖
- グーズ湖（en:Goose Lake (Oregon-California)）
- グレートソルト湖
- クローリー湖
- ジョージ湖 (ニューヨーク州)
- ソルトン湖
- タホ湖
- テナヤ湖
- チャーゴグガゴグマンチャウグガゴグチャウバナガンガマウグ[1]
- ヒューストン湖（人造湖）
- ピラミッド湖
- ファーム湖（en:Farm Lake）
- フィンガー湖（en:Finger Lakes）
- マン湖
- ミル湖（en:Lake Mills, Iowa）（en:Lake Mills, Wisconsin）
- メリット湖
- ユタ湖
- リーチ湖（en:Leech Lake）
- ロワーレッド湖（en:Lower Red Lake）

#### ダム湖
- アイスハーバーダム（en:Ice Harbor Lock and Dam）
- オルバニフォールズダム（en:Albeni Falls Dam）
- オロヴィル湖（en:Lake Oroville）（オーロビルダム）
- ガンダースヴィル湖（en:Guntersville Lake）（ガンダースヴィルダム en:Guntersville Dam）
- シャスタ湖（シャスタダム en:Shasta Dam）
- チーフジョゼフダム（en:Chief Joseph Dam）
- ドワシャークダム（en:Dworshak Dam）
- パウエル湖
- フランクリンルーズヴェルト湖（グランドクーリーダム）
- マクナリーダム（en:McNary Dam）
- ミード湖（フーバーダム）

### カナダ
- アサバスカ湖
- アビティビ湖（en:Lake Abitibi）
- ウィニペグ湖
- ウィニペゴシス湖
- ウィリストン湖（en:Williston Lake）
- ウラストン湖（en:Wollaston Lake）
- オマン湖
- グレートスレーヴ湖
- グレートベア湖
- シムコー湖
- スモールウッド湖（en:Smallwood Reservoir）
- セントルイス湖
- チン湖
- トラウト湖 (ブリティッシュコロンビア州)（en:Trout Lake, British Columbia (Interior)）
- ニピゴン湖
- ニピシング湖
- ネティリング湖（en:Nettilling Lake）
- マニトバ湖
- マンコ湖
- ミスタシニ湖（en:Lake Mistassini）
- レッサースレーヴ湖
- レーンディア湖（en:Reindeer Lake）
- ローボロー湖（en:Loughborough Lake）

### グアテマラ
- アティトラン湖

### ニカラグア
- ニカラグア湖
- マナグア湖

### パナマ
- ガトゥン湖

### メキシコ
- カテマコ湖 (en:Laguna Catemaco)
- チャパラ湖
- テスココ湖

## 南アメリカ

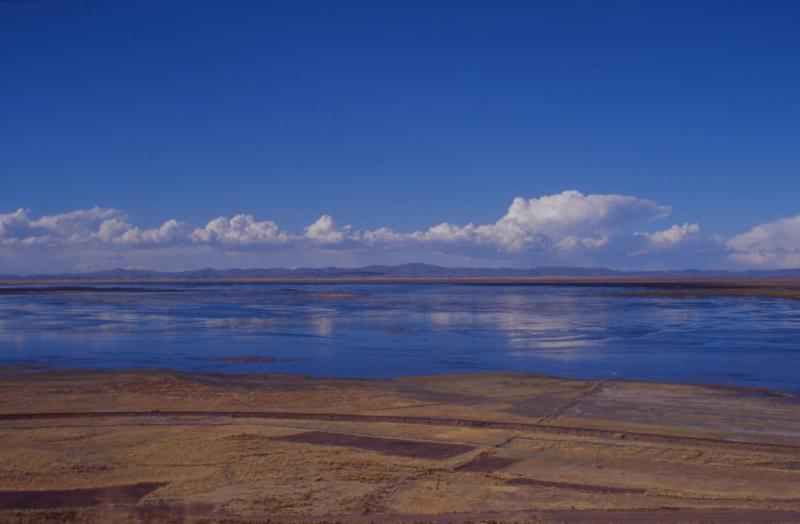
チチカカ湖（ペルー、ボリビア）

### 国境の湖
- チチカカ湖（ペルーとボリビアの国境） - 面積1000km2以上の湖では湖面が最も高い位置にある。標高3855m
- ブエノスアイレス湖/ヘネラル・カレーラ湖（アルゼンチンとチリの国境）

### アルゼンチン
- ビエドマ湖
- ウンコ湖

### チリ
- マンコ湖

### ブラジル
- パトス湖/パトス潟

### ベネズエラ
- マラカイボ湖
- バレンシア湖 (en:Lake Valencia)

### ボリビア
- ウユニ塩湖
- ポオポ湖

## ヨーロッパ

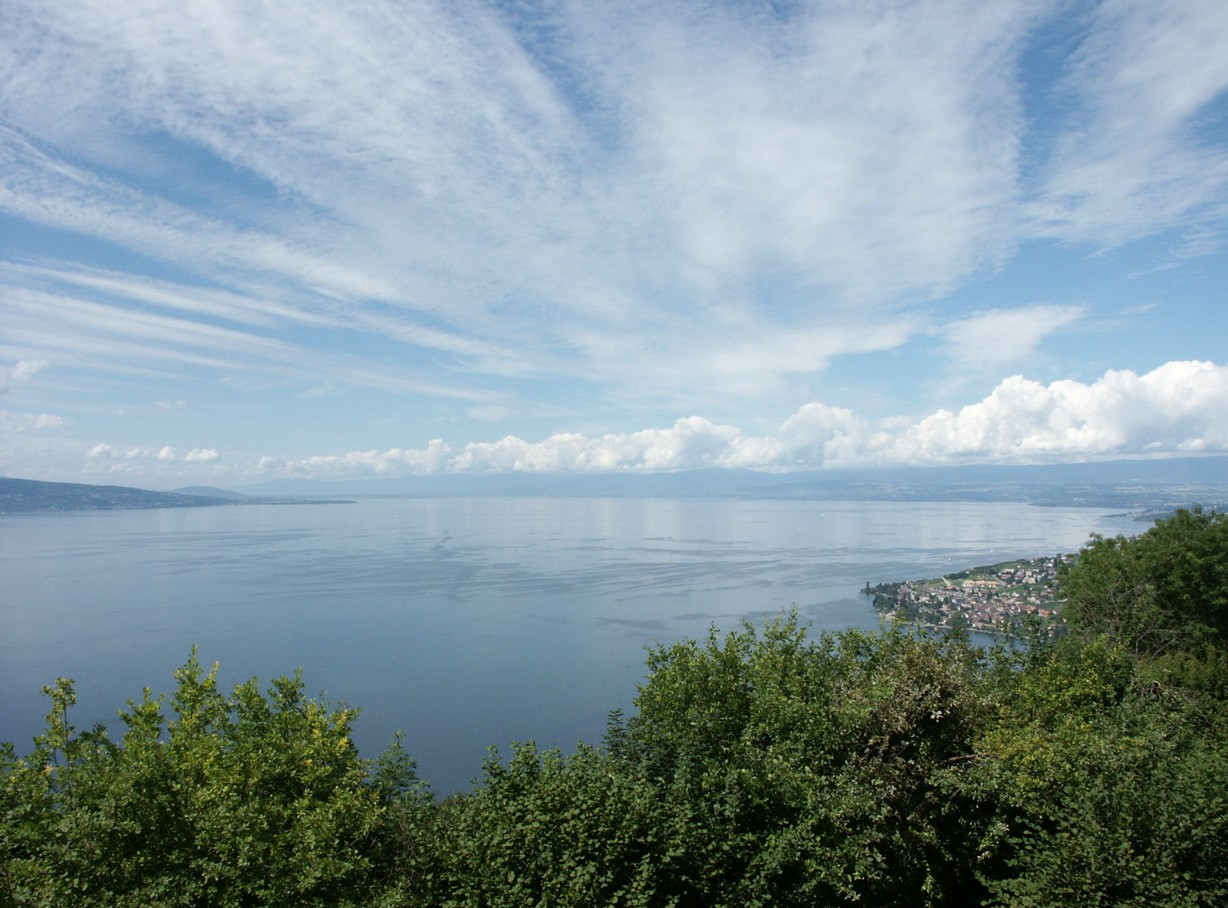
レマン湖（スイス、フランス）

### 国境の湖
- ヴィスティティス湖 （リトアニア、ロシアの国境）
- オフリド湖（北マケドニアとアルバニアの国境）
- シュコダル湖（モンテネグロとアルバニアの国境）
- ノイジードル湖（フェルテー湖とも呼ばれる。オーストリアとハンガリーの国境）
- プレスパ湖（ギリシアと北マケドニアとアルバニアの国境）
- ペイプシ湖（チュド湖とも呼ばれる。エストニアとロシア連邦の国境）
- ボーデン湖（オーストリア、スイス、ドイツの国境）
- マッジョーレ湖 （イタリア、スイスの国境）
- ルガーノ湖（イタリアとスイスの国境）
- レマン湖（フランスとスイスの国境）

### アイスランド
- ミーヴァトン湖
- ソゥリスヴァトン湖
- シンクヴァトラヴァトン湖

### アイルランド
- コリブ湖
- ダーグ湖
- リー湖 (en:Lough Ree)
- ブリン湖 (en:Lough Brin)
- キラーニー湖 (en:Lakes of Killarney)

### イギリス

#### イングランド
- アルズウォーター (en:Ullswater)
- ウィンドメア湖 (en:Lake_Windermere)

#### スコットランド
- ネス湖
- ローモンド湖

#### ウェールズ
- バラ湖 (en:Bala_Lake)

#### 北アイルランド
- アーン湖
- ネイ湖

### イタリア
- アヴェルヌス湖
- イゼーオ湖
- ヴェネツィアの潟
- オルタ湖 (en:Lake Orta)
- ガルダ湖
- コモ湖
- トラジメーノ湖
- ボルセーナ湖

### エストニア
- ウレミステ湖 (en:Lake Ulemiste)

### オーストリア
- アッター湖
- ヴェルター湖
- トプリッツ湖

### オランダ
- アイセル湖

### スウェーデン
- ヴェッテルン湖
- ヴェーネルン湖
- シリヤン
- ストゥールショーン (en:Storsjon)
- メーラレン湖

### スイス
- ヴァレン湖
- チューリッヒ湖
- ツーク湖
- トゥーン湖
- ヌーシャテル湖
- ビール湖
- ブリエンツ湖
- ルツェルン湖

### ドイツ
- アマー湖
- ヴァン湖 (ドイツ)
- キーム湖
- シュタルンベルク湖
- プレッツェン湖 (en:Plotzensee)
- ミューリッツ湖

### ノルウェー
- ホルニンダール湖 - ヨーロッパ最深の湖
- ミョーサ湖

### ハンガリー
- バラトン湖
- ヘーヴィーズ湖

### フィンランド
- イナリ湖
- サイマー湖
- パイエンネ湖
- ピエリネン湖
- ボドム湖

### フランス
- アヌシー湖
- トー湖 (en:Etang de Thau)
- ベール湖

### ポーランド
- モルスキエ・オコ (en:Morskie Oko)

### ロシア（ヨーロッパ）
#ロシア（アジア）も参照
- イマンドラ湖
- イルメン湖
- オネガ湖
- セリゲル湖
- チムリャンスク湖 (en:Tsimlyansk Reservoir)
- ネロ湖
- ラドガ湖 - 面積、貯水量ヨーロッパ最大の湖

## 南極
- ヴィーダ湖 (en:Lake Vida) - 南極の氷床下に存在する湖
- バートン湖 - 東南極の沿岸にある潟湖
- ボストーク湖 - 南極の氷床下3750mに存在する湖
- フリクセル湖 (en:Lake Fryxell)

## かつて存在した湖
- アガシー湖
- ラホンタン湖
- ロプノール

## 地球外の湖

### タイタン
- クラーケン海 - 炭化水素の湖
- リゲイア海 - 〃
- プンガ海 - 〃